# Hogna filicum
Hogna filicum este o specie de păianjeni din genul Hogna, familia Lycosidae. A fost descrisă pentru prima dată de Karsch, 1880. Conform Catalogue of Life specia Hogna filicum nu are subspecii cunoscute.